# Fredrik Ludvig av Mecklenburg-Schwerin
Fredrik Ludvig av Mecklenburg-Schwerin, född 13 juni 1778 på Ludwigslust, död 29 november 1819, var arvstorhertig av Mecklenburg-Schwerin, son till Fredrik Frans I av Mecklenburg-Schwerin och Luise av Sachsen-Gotha-Altenburg.
Gift första gången 1799 med Helena Pavlovna av Ryssland (1784–1803) och ingick ett andra äktenskap 1810 med Caroline Luise av Sachsen-Weimar (1786–1816) och ett tredje i Homburg 1818 med lantgrevinnan Augusta av Hessen-Homburg (1776–1871).

## Barn
- Paul Fredrik av Mecklenburg-Schwerin, storhertig av Mecklenburg-Schwerin (1800–1842), gift med Alexandrine av Preussen (1803–1892)
- Marie Luise Friederike Alexandrine Elisabeth Catharina (1803–1862); gift 1825 med hertig Georg av Sachsen-Altenburg (1796–1853)
- Albrecht (1812–1834)
- Helena (franska: Hélène) (1814–1858); gift på Fontainebleau 1837 med Ferdinand Filip av Orléans (1810–1842)
- Magnus (1815–1816)